# موديعين عيليت
موديعين عيليت (بالعبرية: מוֹדִיעִין עִלִּית - أي: موديعين العليا ؛ بالإنجليزية: Modi'in Illit) مستوطنة إسرائيلية ومدينة مخصصة لليهود الحريديين المتشددين، الذين وصل عددهم في عام 2010 إلى 48,100 مستوطن. تبلغ مساحتها 6,740 دونم. تقع في الضفة الغربية غرب مدينة رام الله، على الطريق بين القدس وتل أبيب. تأسست عام 1994. يشار بالذكر إلى أن الحكومة الأسرائيلية تؤمن بأن المدينة ستظل بيد إسرائيل في أي حل مستقبلي مع الفلسطينيين.

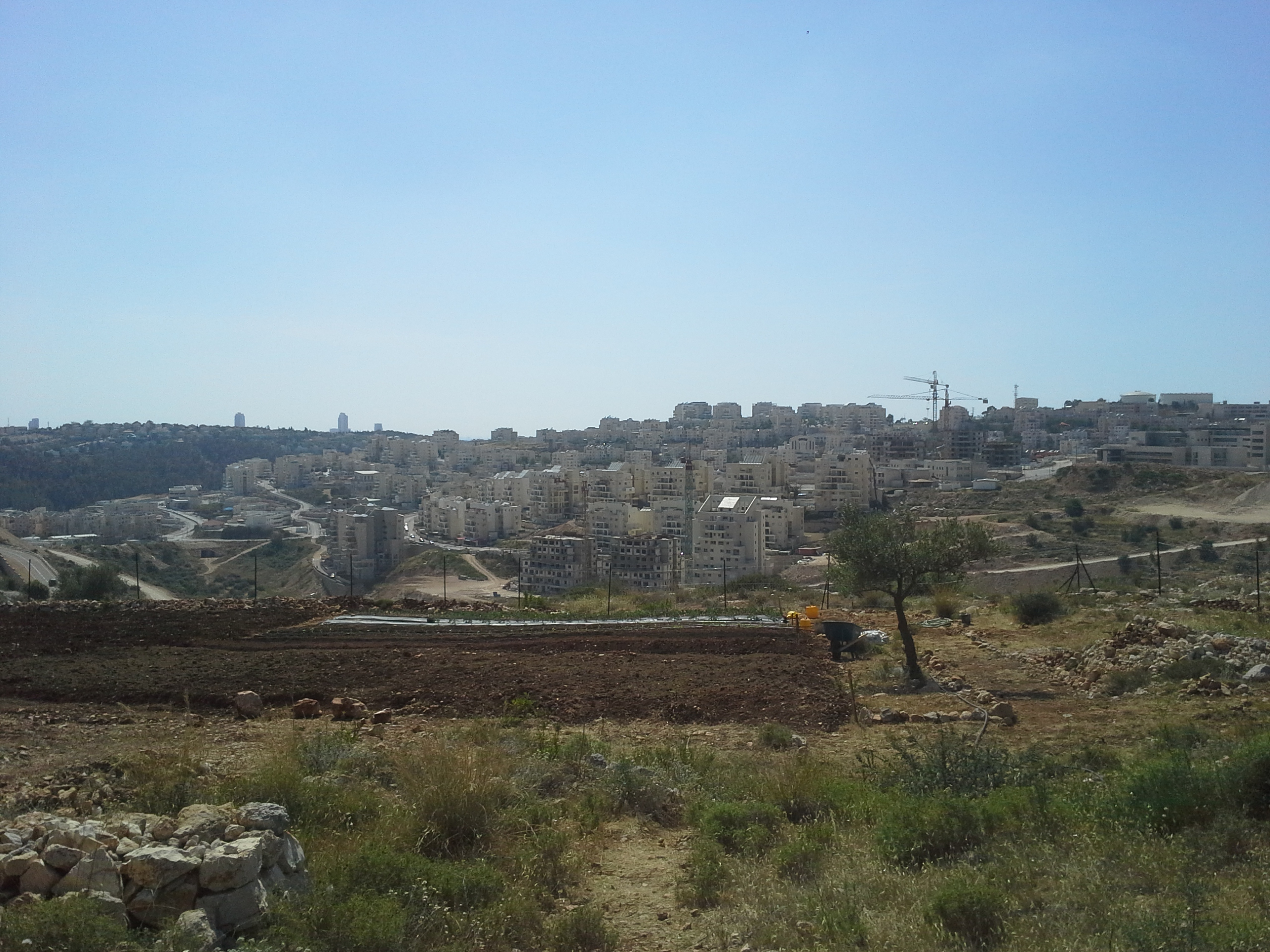
مستوطنة موديعين عيليت من قرية بلعين